# Kolonie (biologie)

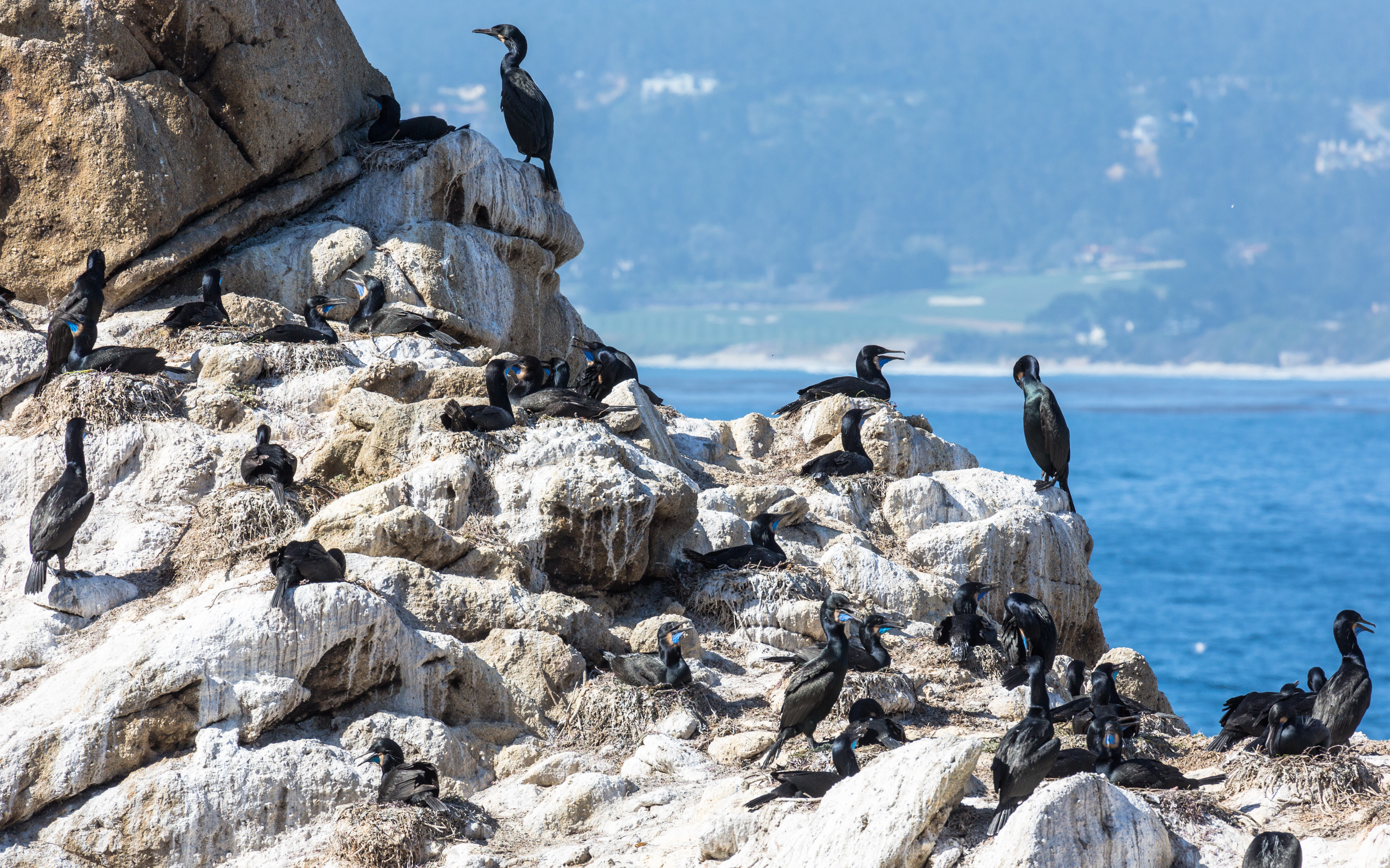
Een kolonie van brandtse aalscholvers in Californië

Een kolonie is in de biologie een groep van organismen die tot dezelfde soort behoren en die bij elkaar wonen. Het dicht bij elkaar leven biedt verschillende voordelen; de individuen zijn in groepsverband beter beschermd of hebben het vermogen om samen een grotere prooi aan te vallen. Organismen die geheel zelfstandig overleven worden solitair genoemd.
In de microbiologie wordt de term anders gebruikt: daar is een kolonie een populatie van cellen die is ontstaan door celdeling van een enkele voorouder. De cellengroep die door deze wijze van vermenigvuldiging ontstaat heet in de microbiologie een kolonie en het proces noemt men kolonisatie. Het gaat bijvoorbeeld om een bacterie, die op een bepaald punt op een voedingsbodem ligt.
Sommige organismen leven onafhankelijk en vormen facultatieve kolonies wanneer omgevingsomstandigheden daarom vragen, andere soorten hebben een kolonie nodig om te overleven (obligaat). Sommige houtbijen zullen bijvoorbeeld alleen een kolonie vormen wanneer een hiërarchie wordt gevormd tussen de neststichters (facultatief). Veel koralen kunnen daarentegen alleen in koloniaal verband kunnen overleven.

## Planten
Bij planten wordt onder coenobium (meervoud: coenobia) een celkolonie verstaan met een min of meer vast aantal cellen met weinig of geen specialisatie. Bij sommige soorten zijn de coenobia beweeglijk, zoals bij de alg Volvox. Voorbeeld met een niet-beweeglijk coenobia zijn de algen Scenedesmus en Pediastrum.

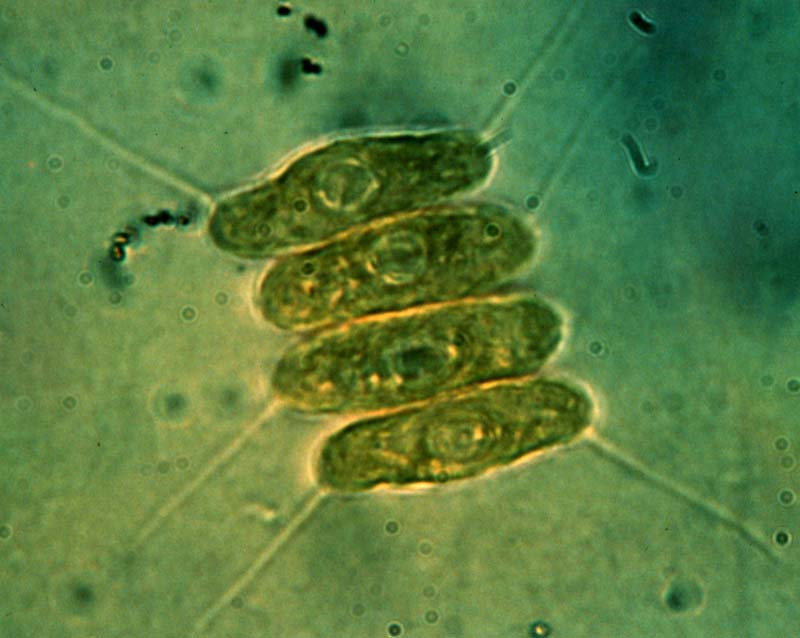
niet-beweeglijk coenobium van Scenedesmus
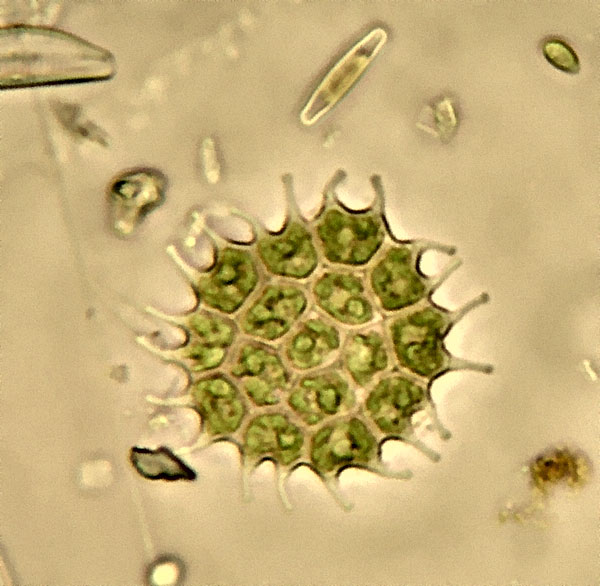
niet-beweeglijk coenobium van Pediastrum
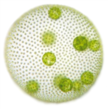
beweeglijk coenobium van Volvox

## Dieren
Bij dieren onderscheiden we twee soorten koloniën:
- kolonie-met-koningin; dit betreft een kolonie van eusociale dieren:
  - sociale insecten, zoals termieten, mieren, honingbij en gewone wesp,
  - naakte molrat en damaraland molrat,
- kolonie-zonder-koningin.

### Met koningin

#### (Eu)sociale insecten
De (eu)sociale insecten vormen per definitie een kolonie-met-koningin. Er is een hiërarchie met een vergaande taakverdeling, ook met betrekking tot de voortplanting. De koningin legt de eieren die een volgende generatie gaan vormen. Bij mieren kunnen meer koninginnen in één nest diezelfde functie vervullen. Buiten het verband van de kolonie kunnen individuen op lange termijn niet overleven.

#### Twee eusociale zoogdieren
In Afrika zijn twee soorten molratten die eveneens een kolonie-met-koningin vormen en eusociaal gedrag vertonen.

### Zonder koningin

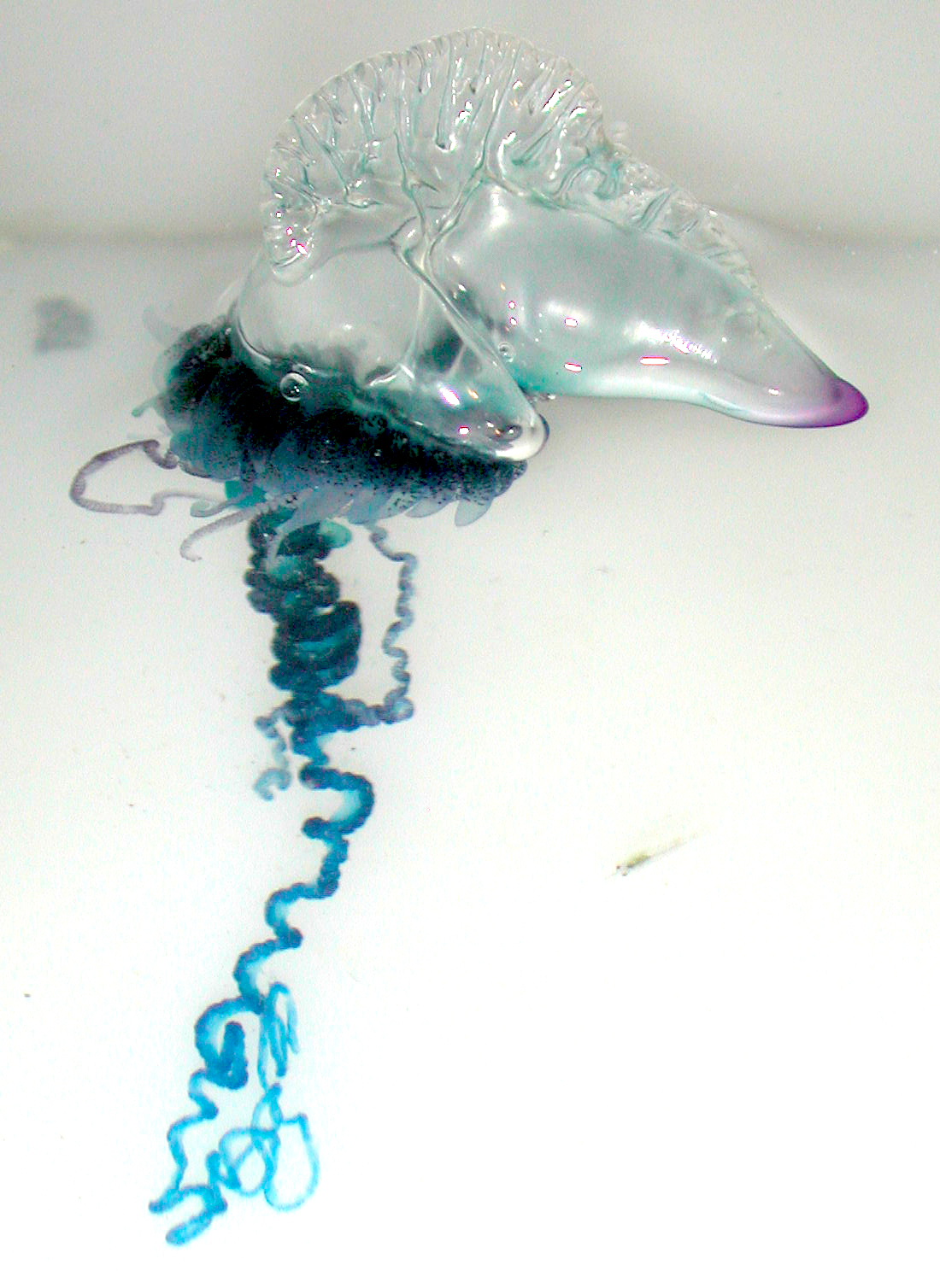
Portugees oorlogsschip.

Er is een grote verscheidenheid mogelijk in zo'n kolonie-zonder-koningin.
Het Portugees oorlogsschip is een staatkwal die geen echte kwal is, maar een complexe kolonie van vier typen van poliepen: de pneumatofoor (met lucht gevulde poliepen), de tentakel- en verteringspoliepen, de spijsverteringspoliepen en de voortplantingspoliepen. De kolonie gedraagt zich als een individu.
Er zijn kolonies met veel sociale structuur, zoals bij de gorilla's: één mannetje is de baas.
Andere kolonies hebben weinig sociale structuur, zoals vleermuizen in een vleermuisgrot, broedkolonies van oeverzwaluw, bijeneters, purperreigers en sterns die alleen in het broedseizoen aanwezig zijn, aalscholvers of roeken die bij elkaar in een groepje bomen nestelen en ook buiten het broedseizoen bijeen blijven.
Ook zijn er solitaire insecten die kolonies vormen, zoals sommige wantsen en veel bladluizen. De schorzijdebijen zijn solitair, maar leven toch in een kolonie bij elkaar, elk in een eigen nestgang.

#### Voordelen
Het bij elkaar wonen is soms gewoon noodzakelijk wegens de beperkte ruimte die beschikbaar is. Bijvoorbeeld pinguïns die samen broeden op een eiland.
Vaak zijn er voordelen aan verbonden. De groep is minder kwetsbaar voor aanvallen van roofdieren. Warmte in een gemeenschappelijk slaapverblijf (vleermuizen), enzovoorts.

## Microbiële kolonie

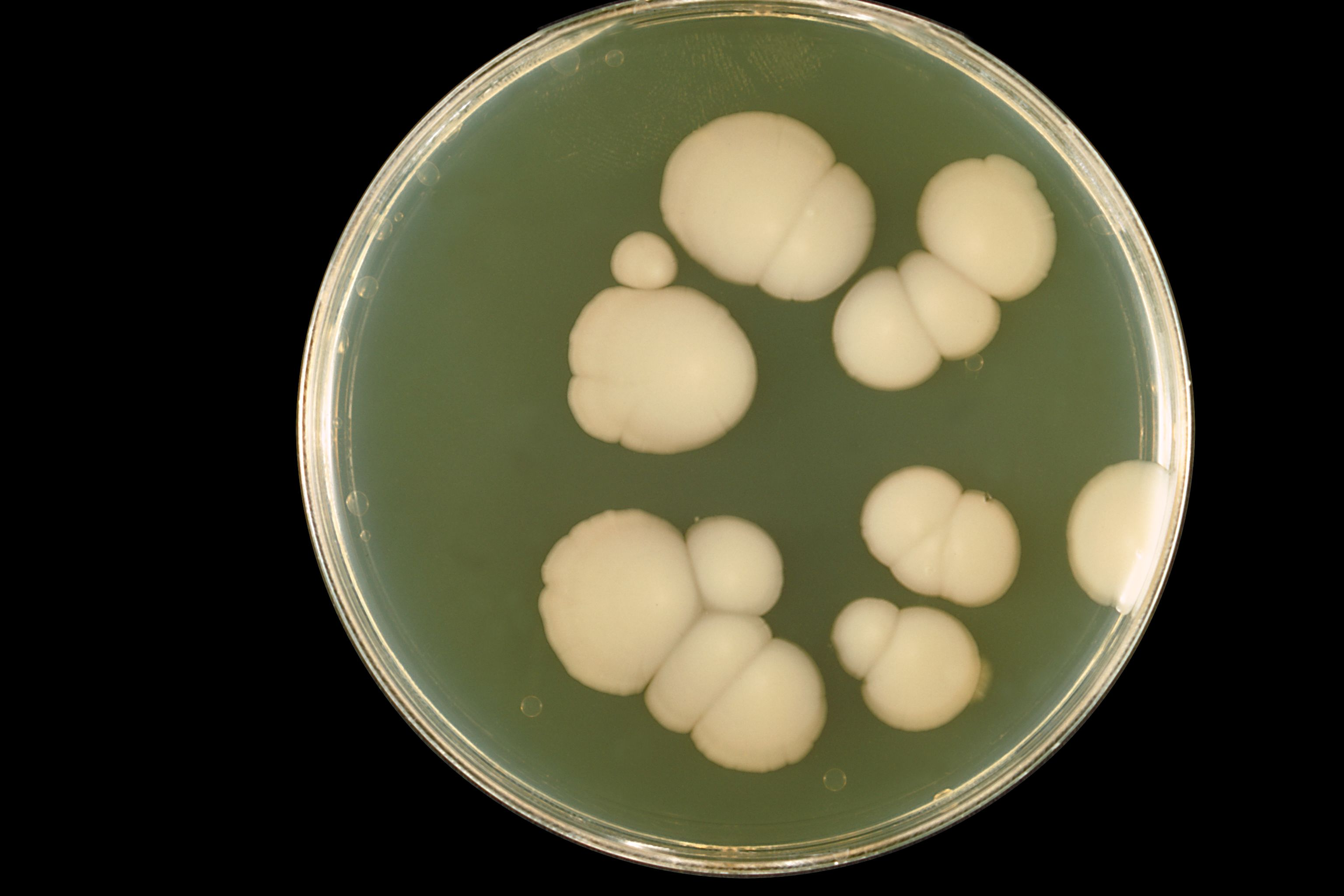
Kolonies van Candida albicans op agarplaat

Door celdeling ontstaan uit een micro-organisme hoopjes micro-organismen die kolonies worden genoemd, speciaal bij bacteriën en schimmels. Bij groei op een voedingsbodem ontstaan na enting kolonies, waarvan het aantal als kiemgetal wordt weergegeven. 
Omdat een microbiële kolonie klonaal is – alle organismen erin stammen af van één voorouder, ervan uitgaande dat er geen besmetting is voorgekomen – zijn alle cellen in de kolonie genetisch identiek, met uitzondering van eventuele mutaties (die bij lage frequenties optreden). Het maken van een kolonie genetisch identieke organismen (of zuivere stammen) wordt in de microbiologie vaak toegepast.
In natuurlijke situatie kan zich soms een kolonie van verschillende samenwerkende micro-organismen vormen: een biofilm. Een dergelijke kolonie heeft eigenschappen en functies die groter zijn niet voorkomen bij de individuele organismen.